# IC 1558
IC 1558 — галактика типу SBm () у сузір'ї Скульптор.
Цей об'єкт міститься в оригінальній редакції індексного каталогу.